# 군산 발산리 석등
군산 발산리 석등(群山 鉢山里 石燈)은 대한민국 군산시 개정면, 발산초등학교에 있는 고려 시대 초기의 석등이다. 1963년 1월 21일 대한민국의 보물 제234호로 지정되었다.

## 개요
원래는 완주지역에 세워져 있던 석등으로, 일제강점기에 지금의 자리로 옮겨 세웠다. 불을 켜두는 화사석(火舍石)을 중심으로, 아래로는 이를 받쳐주는 3단의 받침돌을 두고, 위로는 지붕돌과 머리장식을 얹은 모습이다.
받침의 가운데기둥은 사각의 네 모서리를 둥글게 깍은 모습으로, 표면에 구름 속을 요동치는 용의 모습을 새겼는데, 이러한 형태는 우리나라에서는 하나밖에 없는 독특한 모습이다. 화사석은 4각의 네 모서리를 둥글게 깍아 8각을 이루게 하였으며, 각 면에는 4개의 창과 사천왕상(四天王像)을 번갈아 두었다. 사천왕은 불교의 법을 지키는 신으로, 화사석에 새겨 놓아 등불을 보호한다는 의미를 지니고 있다. 지붕돌은 8각으로 각 모서리선이 뚜렷하며, 곡선을 그리는 처마는 여덟 귀퉁이에서 치켜올림이 시원하다. 꼭대기에는 연꽃무늬가 조각된 머리장식 받침대를 마련해 놓았으나, 머리장식은 남아있지 않다.
화사석의 사천왕상과 지붕돌의 양식 등을 통해 볼 때 통일신라시대의 모습을 잘 간직하고 있는 듯 하지만, 받침부분의 기둥이 4각으로 변하고 화사석 역시 4각을 닮은 8각으로 이루어져 있어, 8각에서 4각으로 변해가는 과도기적인 모습들을 보여주고 있다. 석등을 만든 시기도 고려 전기인 10세기경으로 추정하고 있다.

## 같이 보기
- 발산초등학교

## 의의와 평가
이 석등은 기본적으로 통일신라시대에 유행한 팔각 간주석의 석등 양식을 유지하고 있으나 간주석과 화사석에서 사각형 내지 원형으로 변형되려는 과도기적 양식을 보여주고 있다. 세부 조각에서는 화사석의 사천왕 조각과 간주석의 운룡문 등 전통과 신양식이 혼용되는 독창성을 보이고 있어 10세기 불교조각과 석조미술 연구에 귀중한 작품으로 평가받고 있다.

## 참고 자료
- 군산 발산리 석등 - 국가유산청 국가유산포털
- 군산 발산리 석등 - 한국민족문화대백과 이 문서에는 다음커뮤니케이션(현 카카오)에서 GFDL 또는 CC-SA 라이선스로 배포한 글로벌 세계대백과사전의 내용을 기초로 작성된 글이 포함되어 있습니다.